# Andrzej Bryl
Andrzej Bryl (ur. 30 czerwca 1957 w Cybince, zm. 24 lutego 2020 w Włościejewkach) – polski doktor nauk społecznych, międzynarodowy ekspert w dziedzinie walki w bliskim kontakcie, twórca systemu walki BAS-3, wieloletni prezes Polskiej Federacji Taekwondo ITF.

## Życiorys
Urodzony w Cybince, dzieciństwo spędził w Słubicach. Absolwent Akademii Wychowania Fizycznego we Wrocławiu (1979) i Moskiewskiego Uniwersytetu Państwowego im. M.W. Łomonosowa (1985). Doktorat z socjologii uzyskał w roku 1990 na Wydziale Nauk Społecznych Uniwersytetu Wrocławskiego. Pracownik naukowo-dydaktyczny Akademii Wychowania Fizycznego we Wrocławiu w latach 1985–92. Posiadacz stopni mistrzowskich w wielu systemach dalekowschodnich sztuk walki. Jako pierwszy Polak uzyskał stopień mistrzowski w Taekwondo w Światowym Instytucie Taekwondo w Kanadzie (czarny pas otrzymał z rąk twórcy Taekwondo generała Choi Hong-hi). Posiadał VI Dan w filipińskiej sztuce walki Kalaki, której był prekursorem w Polsce. W 1989 r. w Korei Północnej nadano mu III Dan w Taekwondo. Wieloletni prezes Polskiej Federacji Taekwondo ITF. Ekspert militarny, znawca i konsultant do spraw uzbrojenia, szczególnie broni palnej krótkiej. W 1985 stworzył system walki w kontakcie bezpośrednim BAS-3 dla jednostek specjalnych wojska i antyterrorystycznych pododdziałów Policji, rekomendowany przez wojskowych ekspertów do działań w czasie wojny. Trener Taekwondo. W 1992 r. prowadzony przez niego zawodnik – Piotr Szymanowski, zdobył mistrzostwo świata podczas VIII Mistrzostw Świata Taekwondo w Pjongjang. W 1992 r. założył pierwsze w Europie Środkowowschodniej profesjonalne Centrum Szkolenia Specjalnego (CSS), dla służb mundurowych i cywilnych agencji ochrony. W 2008 roku przekształcił CSS w European Security Academy oraz stworzył zespół ochrony osobistej Delta Executive Protection, uznany na świecie za elitę ochrony osobistej. W 2007 r. wziął udział wraz z Jarosławem Śliwką w rajdzie Transsyberia, na trasie od Moskwy do Ułan Bator. W 2010 r. wraz z byłymi członkami polskich sił specjalnych przeprowadził szkolenie ochroniarzy libijskiego przywódcy Muammara Kadafiego. Później kontynuował działalność szkoleniowo–doradczą w ramach European Security Academy.
Był miłośnikiem podróży, architektury, sportów ekstremalnych oraz utytułowanym hodowcą koni.
Na kanwie jego przygód powstała w 2005 r. książka Zawodowiec opisująca sceny z życia, sposób postrzegania świata, poglądy, napotkanych ludzi oraz pasje, którym się oddaje.
Ojciec podróżnika i wspinacza Tomasz Bryla, pierwszego polskiego zdobywcy „Wulkanicznej Korony Ziemi”.

## Publikacje
- Andrzej Bryl, Choi Jung Hwa, Taekwon-do: koreańska sztuka samoobrony, Wrocław: "Iglica", 1990, OCLC 749903453 [dostęp 2019-11-05] (pol.). Brak numerów stron w książce
- Andrzej Bryl, Skuteczna samoobrona., Wrocław: Auris, 1991, OCLC 749203602 [dostęp 2019-09-17] (pol.). Brak numerów stron w książce